# Philippe Bernold
Philippe Bernold (França, 1960) és un flautista francès.
És considerat un dels representants més brillants de l'Escola francesa de la flauta. Comença els seus estudis musicals a Colmar, França, enfocant-se en la flauta travessera i després s'endinsa en el món de la direcció amb René Matter, estudiant de Charles Münch i Fritz. Actualment, és professor de Música de Cambra al Conservatori de París i professor de Flauta al Conservatori Nacional de Lió.

## Biografia
Va començar els seus estudis a Colmar, França. Seguidament, va estudiar al Conservatori de París on guanya el Primer Premi i als 23 anys va ser nomenat com a primera flauta de l'Orquestra Nacional de l'Òpera de Lió. El 1987 va guanyar el Primer Premi al Concurs Internacional de Jean-Pierre Rampal. Aquest premi va afavorir el començament de la seva carrera com a solista, realitzant concerts amb artistes i directors de fama mundial i orquestres de talla internacional.
Compagina la carrera de solista juntament amb el món de la direcció, on guanya una reputació pel seu alt nivell artístic. Recentment, ha dirigit l'Orquestra Simón Bolívar a Caracas, Veneçuela.
A més, ha enregistrat diverses gravacions tant televisives com digitals (EMI, Harmonia Mundi, etc.) els quals han rebut crítiques molt favorables.